# Lánytesók
A Lánytesók (eredeti cím: Sisters) 2015-ben bemutatott amerikai filmvígjáték, amelyet Jason Moore rendezett.

## Cselekmény
Két elhidegült testvér, Maura és Kate Ellis visszatér gyerekkori házukba, hogy kitakarítsák, mielőtt még eladnák azt. A szülők tudta nélkül rendeznek egy utolsó bulit, az új lakók beköltözése előtt. Ez azonban nagyon rossz döntésnek bizonyul, hiszen a 40-es éveikben járó emberek már nem tudnak olyan vadul bulizni, mint régen, ha pedig megpróbálják, az hatalmas károkkal járhat. Ráadásul Kate hajdani barátnője, a kotnyeles Brinda mindenáron be akar jutni az  Ellis-szigeti bulira, már csak azért is, hogy idegesítse Kate-t.

## Szereplők
| Szereplő          | Színész           | Magyar hang        |
| ----------------- | ----------------- | ------------------ |
| Maura Ellis       | Amy Poehler       | Botos Éva          |
| Kate Ellis        | Tina Fey          | Pálfi Kata         |
| Brinda Cliffert   | Maya Rudolph      | Bertalan Ágnes     |
| James             | Ike Barinholtz    | Schmied Zoltán     |
| Bucky Ellis       | James Brolin      | Ujréti László      |
| Deana Ellis       | Dianne Wiest      | Kiss Mari          |
| Pazuzu            | John Cena         | Galambos Péter     |
| Dave              | John Leguizamo    | Debreczeny Csaba   |
| Alex              | Bobby Moiyhnan    | Mészáros Máté      |
| Hae-Won           | Greta Lee         | Dobó Enikő         |
| Haley             | Madison Davenport | Csifó Dorina       |
| Kelly             | Rachel Dratch     | Kiss Eszter        |
| Mr. Geernt        | Santino Fontana   | Kovács Lehel       |
| Mrs. Geernt       | Britt Lower       | Hay Anna           |
| Liz               | Samantha Bee      | Bíró Kriszta       |
| Rob               | Matt Oberg        | Ács Norbert        |
| Cray              | Colleen Werthmann | Vertig Tímea       |
| Phil              | Chris Parnell     | Friedenthál Zoltán |
| Dana              | Paula Pell        | Vasvári Emese      |
| Brayla            | Emily Tarver      | Eke Angéla         |
| Jean              | Ann Harada        | Márton Eszter      |
| Denny             | Heather Matarazzo | Czifra Krisztina   |
| Harris rendőr     | Adrian Martinez   | Kapácsy Miklós     |
| Csapos a reptéren | Daniel Breaker    | Kapácsy Miklós     |
| Higgins rendőr    | Scott Drummond    | Karácsonyi Zoltán  |

Maura Ellis
Kate húga, Bucky és Deana fiatalabb lánya és Hayley nagynénje. Maura egy felelősségteljes ápolónőként képes a saját lábán megállni, habár szó szerint a szülei nyakán lóg, hiszen a legnagyobb félelme hogy elveszti őket. Maura a partin egy szívességet kér Katetől, mégpedig hogy legyen partimami hogy ő végre élvezhesse a bulit, de Maura nem a féktelen bulizásra született.
Katherine Anne "Kate" Ellis
Maura nővére, Bucky és Deana idősebb lánya és Hayley anyja. Kate, akinél még a saját lánya is érettebb, kozmetikusként próbál dolgozni. Maura egy szívességet kér Katetől, mégpedig hogy legyen partimami hogy ő végre élvezhesse a bulit. Ezzel azonban mellé lőnek, hiszen Kate nem tud egyszerre 100 felé figyelni és vigyázni mindenkire. Mikor Hayley belezuhan a víznyelőbe, Kate gondolkodás nélkül utána ugrik, felelősségteljes anyaként.
Bucky és Deana Ellis
Maura és Kate szülei és Hayley nagyszülei. Hiába próbálnak rendes nyugdíjasként élni, lányaik még felnőtt nőként sem tudnak mit csinálni nélkülük.
Hayley Ellis
Kate lánya és Maura unokahúga. Hayley sokkal érettebb anyjánál, ráadásul kijelenti hogy semmi kedve a lúzer, bulizós anyjával élni de mikor belezuhan a víznyelőbe és Kate utána ugrik, kénytelen rájönni hogy anyja is tud felnőtt nőként viselkedni.
Brinda
egy beképzelt nő aki gimnázium óta utálja Katet mert fiatal korukban nem hívta meg egy bulira, és azóta semmilyen más bulira sem hívták meg miatta. Viszont amikor a barátnői képeket nézegetnek és látja hogy összejött az Ellis-sziget, mindenáron be akar jutni a házba, majd mikor kidobják, megpróbál tönkretenni mindent.
Brinda és Kate az elvadult buli után kibékülnek. 
(Pl. csendháborítást jelent be, kék festéket ereszt a vízvezetékbe stb.)